# Johann Michael Triller
Johann Michael Triller (* 18. August 1825 in Hausheim; † 30. Juli 1902 in Neumarkt in der Oberpfalz) war Pfarrer und Mitglied des Deutschen Reichstags.
Michael Triller – seinen ersten Vornamen "Johann" gebrauchte er in der Regel nicht – besuchte von 1841/42 bis 1846/47 das Kgl. Humanistische Gymnasium Eichstätt. Nach dem Theologiestudium am Bischöflichen Lyzeum Eichstätt wurde er am 5. Juni 1852 zum Priester geweiht. Als Kooperator wirkte er nach der Weihe in Velburg, Heideck, wieder in Velburg, dann in Eichstätt und in Rebdorf. 1860 wurde er Pfarrer in Neukirchen bei Sulzbach-Rosenberg, 1867 in Meckenhausen und 1871 in Arberg. Ab 2. März 1881 war er Pfarrer in Plankstetten und ab 1886 Pfarrer und Distriktsschulinspektor in Neumarkt.
Von 1869 bis 1892 war er Mitglied der Bayerischen Kammer der Abgeordneten für den Wahlkreis Oberpfalz 3 (Neumarkt, Velburg, Hemau) und zeitweise auch für den Wahlkreis Stadtamhof. 1874 wurde er für den Wahlkreis Oberpfalz 3 für das Zentrum in den Deutschen Reichstag gewählt, dem er bis 1884 angehörte.